# Доддс, Тревор
Тре́вор Доддс (англ. Trevor Dodds; род. 21 июня 1957) — шотландский кёрлингист.
В составе мужской сборной Шотландии участник чемпионата мира 1994 (заняли седьмое место). В составе юниорской мужской сборной Шотландии бронзовый призёр чемпионата мира среди юниоров; чемпион Шотландии среди юниоров.

## Достижения
- Чемпионат мира по кёрлингу среди юниоров: бронза (1978).
- Чемпионат Шотландии по кёрлингу среди смешанных команд: серебро (1979).
- Чемпионат Шотландии по кёрлингу среди юниоров: золото (1978).
- Чемпионат Шотландии по кёрлингу среди ветеранов: бронза (2016).

## Команды
| Сезон                                               | Четвёртый      | Третий            | Второй       | Первый          | Запасной     | Турниры              |
| --------------------------------------------------- | -------------- | ----------------- | ------------ | --------------- | ------------ | -------------------- |
| 1977—78                                             | Колин Хэмилтон | Douglas Edwardson | Тревор Доддс | Дэвид Рэмзи     |              | ЧШЮ 1978 · ЧМЮ 1978  |
| 1993—94                                             | Колин Хэмилтон | Боб Келли         | Вик Моран    | Колин Барр      | Тревор Доддс | ЧМ 1994 (7 место)    |
| 1994—95                                             | Колин Хэмилтон | Колин Барр        | Вик Моран    | Тревор Доддс    |              | [ 2 ]                |
| 2006—07                                             | Колин Хэмилтон | У. Майкл Дик      | Дэвид Рэмзи  | Тревор Доддс    |              | ЧШМ 2007 (8 место)   |
| 2015—16                                             | Майк Дик       | Lindsay Scotland  | Тревор Доддс | Michael Parker  |              | ЧШВ 2016             |
| Кёрлинг среди смешанных команд (mixed curling)      |                |                   |              |                 |              |                      |
| 1978—79                                             | Майкл Дик      | Alison Aitken     | Тревор Доддс | Barbara Leonard |              | ЧШСК 1979            |
| Кёрлинг среди смешанных пар (mixed doubles curling) |                |                   |              |                 |              |                      |
| 2013—14                                             | Тревор Доддс   | ?                 |              |                 |              | ЧШСП 2013 (13 место) |

(скипы выделены полужирным шрифтом)

## Частная жизнь
Его дочь — кёрлингистка Дженнифер Доддс, чемпионка мира среди смешанных пар, чемпионка Шотландии среди женщин в составе команды скипа Ив Мюрхед.